# Pegasus (raket)

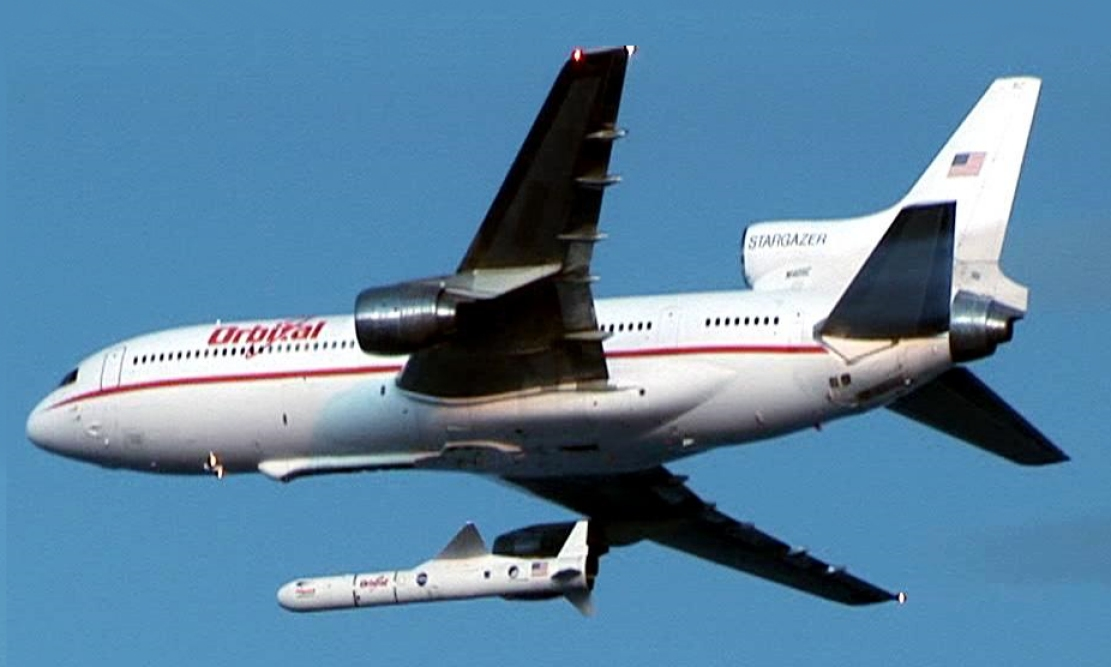
Pegasusraket losgelaten door het lanceervliegtuig, de Stargazer

Pegasus en de iets grotere Pegasus XL zijn lanceerraketten voor kunstmatige satellieten die werden ontwikkeld door het Amerikaanse bedrijf Orbital Sciences Corporation (2015 t/m 2018 Orbital ATK en vanaf juni 2018 Northrop Grumman Innovation Systems en sinds 1 januari 2020 Northrop Grumman Space Systems). Het is de eerste commercieel ontwikkelde lanceerraket en tevens de eerste die vanaf een vliegtuig wordt gelanceerd. Het is een drietrapsraket die kunstmanen tot 450 kg in een lage omloopbaan rond de aarde kan brengen (van circa 200 tot 1400 km, afhankelijk van het gewicht van de lading).
De eerste vlucht met de Pegasus vond plaats op 5 april 1990, met Balls 8 een Boeing B-52 van NASA als draagvliegtuig, vanaf het Dryden Flight Research Center in Californië. Balls 8 werd eerder ook gebruikt voor de airdrops van de X-15. Sinds 1992 gebruikt Orbital ATK een Lockheed L-1011 TriStar als draagvliegtuig. De Pegasusraket wordt onder de buik van dit vliegtuig met de koosnaam "Stargazer" naar een hoogte van circa 12 km gebracht en daar losgelaten, waarna vijf seconden later de raketmotor van de eerste trap wordt gestart. De huidige versie van de raket, die sinds 2000 in gebruik is, is de Pegasus XL met een totaalgewicht van ca. 23.100 kg; de lengte is 16,9 m, de diameter 1,27 m. De raket heeft een deltavleugel met een spanwijdte van 6,7 m. De drie raketmotoren die achter elkaar ontstoken worden, werken met een vaste brandstof; een vierde trap met hydrazine als vloeibare brandstof is een optie.
Een belangrijk voordeel van een airdrop-lancering is dat het vanaf iedere breedtegraad onder iedere hoek kan gebeuren waardoor het bereiken van de juiste baan om de aarde weinig ingewikkelde stuurbewegingen vereist.
Met Pegasus hebben tot 11 oktober 2019 44 lanceringen plaatsgevonden, waarbij vaak meerdere satellieten in een omloopbaan werden gebracht. De laatste 30 lanceringen op rij waren succesvol. In de jaren 1990 mislukte echter enkele lanceringen. Klanten waren onder andere NASA, NOAA, het Amerikaanse ministerie van Defensie en ORBCOMM (satellieten voor datacommunicatie). Er werden in de periode 2010-2020 slechts vier Pegasusraketten gelanceerd. Toch is Northrop Grumman niet van plan de Pegasus en Pegasus XL te uitfaseren.
Paul Allens bedrijf Stratolaunch werkte van 2012 tot en met 2015 samen met Orbital aan de ontwikkeling van een krachtiger versie, de Pegasus II. Dit ontwerp kwam echter niet goed van de grond en werd geannuleerd. Daarna was Stratolaunch van plan om in eerste instantie Pegasus XL aan te kopen om met hun eigen vliegtuig, de Stratolaunch te lanceren. Het Stratolaunch raakte echter in 2019 in zwaar weer. Twee reeds aangekochte Pegasus werden daarop door Northrop Grumman teruggekocht en zijn beschikbaar voor klanten.

## Concurrentie
Ook Virgin Galactic heeft met de LauncherOne een soortgelijke raket in ontwikkeling. Daarnaast lijkt er in dit decennium (jaren 2010) een wildgroei aan New Space-bedrijven te zijn die lichte goedkopere lanceersystemen in de markt willen gaan zetten om op de smallsat- en CubeSat-markt in te spelen. De Pegasus is gezien de geringe vrachtcapaciteit, met een prijskaartje van 40 miljoen dollar per lancering (in 2021) een duur lanceersysteem. Northrop Grumman verloor eerder, toen de lanceerprijs 56 miljoen dollar was, aanbestedingen aan de Falcon 9 van SpaceX die niet alleen veertig maal zo veel vracht in de ruimte kan brengen, maar met een reeds gebruikte booster op dat moment zesmiljoen dollar goedkoper was. Andere concurrentie is vooral te verwachten van Firefly Aerospace en Relativity Space zodra hun raketten Alpha en Terran 1 in gebruik zijn.